# César Renato Baena
César Renato Baena (Caracas, 13 de enero de 1961) es un preparador de porteros y exfutbolista venezolano. Actualmente se desempeña como preparador de arqueros en el Orlando City SC de Estados Unidos.

## Trayectoria
De 1982 a 2002 jugó en el Caracas FC, ganando cuatro campeonatos nacionales y tres copas de Venezuela.

## Clubes
| Club    | País      | Año       |
| ------- | --------- | --------- |
| Caracas | Venezuela | 1982-2002 |

## Palmarés
- Caracas FC
  - Primera División de Venezuela (4):
    - 1991-1992, 1993–1994, 1996–1997, 2000–2001

  - Copa Venezuela (4):
    - 1988, 1994, 1995, 2001

  - Segunda División de Venezuela (1):
    - 1984

Entrenador de porteros en la selección de fútbol de Venezuela y los Xolos de Tijuana México